# Maria Malibran (film 1943)
Maria Malibran è un film del 1943 diretto da Guido Brignone.
Il film narra la biografia romanzata del celebre soprano franco-spagnolo Maria Malibran, vissuta nel XIX secolo.

## Produzione
Il film venne girato negli stabilimenti romani di Cinecittà.

## Distribuzione
Il film venne distribuito nel circuito cinematografico italiano il 20 gennaio del 1943.